# Музей зелёного чая (Посон)
Музе́й зелёного чая — музей в южнокорейском уезде Посон, посвящённый зелёному чаю. Музей был открыт 11 сентября 2010 года с целью сохранения традиций и основ правильной чайной культуры, а также для продвижения бренда посонского чая.

## Музейный комплекс
Уезд Посон, расположенный на юге Южной Кореи, известен своими чайными плантациями. Именно здесь зародилась корейская чайная промышленность и произрастает почти 40% всего зеленого чая страны. В декабре 2002 года под музейный комплекс было отведено почти 7 000 м² территории, на которой развернулось масштабное строительство. Кроме строительства здания музея, были разбиты обширные чайные плантации, обустроена парковая и лесная зоны, построена мануфактура по производству чая и множество вспомогательных объектов (беседки, каменные башни, скульптурные композиции). За 8 лет строительных работ было потрачено почти 10 биллионов корейских вон.

## Экспозиция
Музей расположен в трёхэтажном здании современного дизайна с высокой смотровой площадкой. Экспозиция занимает площадь в 1 300 м² и состоит из 528 предметов (224 из которых - уникальные). Основные разделы экспозиции посвящены следующим темам: 
- Чай, как сельскохозяйственная культура
- История чая
- Чай в повседневной жизни

В музее представлена миниатюрная линия по производству зеленого чая, разнообразная чайная посуда и принадлежности, работает сувенирная лавка и несколько комнат для чайных церемоний. За дополнительную плату можно пройти мастер-класс по приготовлению чая и обучиться основам теории и этикета чайной церемонии.

## Фестиваль зеленого чая
Каждый год в мае на территории музейного комплекса проводится Фестиваль зелёного чая. Программа фестиваля включает в себя множество мероприятий для жителей уезда и гостей из других стран: 
- Мероприятия, посвященные празднованию дня жителей уезда: ночь чайных ароматов, уличный парад, спортивные мероприятия, поздравительные выступления и салют.
- Традиционные чайные мероприятия: церемония поклонения чайному духу, конкурс лучших сортов чая, представление чайных культур Кореи, Китая и Японии, конкурс среди школьников по знанию чайного этикета, состязания по приготовлению блюд из чайных ингредиентов, конкурс «Чайная принцесса», конкурс сочинений на чайную тематику, конкурс по приготовлению чая среди иностранцев.
- Мероприятия на горе Иллимсан: ритуал поклонения горному духу, семейные соревнования по восхождению на гору, дегустация чая и чайных рисовых лепешек, изготовление поделок из традиционной корейской бумаги ханчжи, автобусный тур по чайным плантациям.
- Выставочные мероприятия: выставка традиционных костюмов для чайной церемонии, международная выставка посуды для чайной церемонии, выставка «Рождение чайного аромата», выставка фотографий чайных плантаций, выставка диких растений.